# Oberbuchsiten
Oberbuchsiten ist eine Einwohnergemeinde im Bezirk Gäu des Kantons Solothurn in der Schweiz.

Luftbild (1953)

## Bevölkerung
| Bevölkerungsentwicklung | Bevölkerungsentwicklung |
| Jahr                    | Einwohner               |
| ----------------------- | ----------------------- |
| 1837                    | 760                     |
| 1850                    | 847                     |
| 1900                    | 727                     |
| 1950                    | 1039                    |
| 2004                    | 1803                    |
| 2007                    | 1852                    |
| 2015                    | 2189                    |

Nach der auf den 31. Dezember 2015 abgeschlossenen Bevölkerungsstatistik sind insgesamt 2189 Personen mit gesetzlichem Wohnsitz in Oberbuchsiten gemeldet (im Vorjahr: 2127 Personen). Das weist eine Zunahme der Bevölkerung von 62 Personen aus.

## Wappen
Blasonierung: In Gelb auf grünem Dreiberg grüner Buchsstrauch.

## Persönlichkeiten
- Johann Lüthi (1800–1869), Volksmusiker, Sänger, Musiklehrer, Chorleiter und Leinenweber.
- Armin Jeker (1894–1970), Direktor der Eidgenössischen Finanzkontrolle
- Iwan Schmid (1947–2009), Radrennfahrer

## Bilder

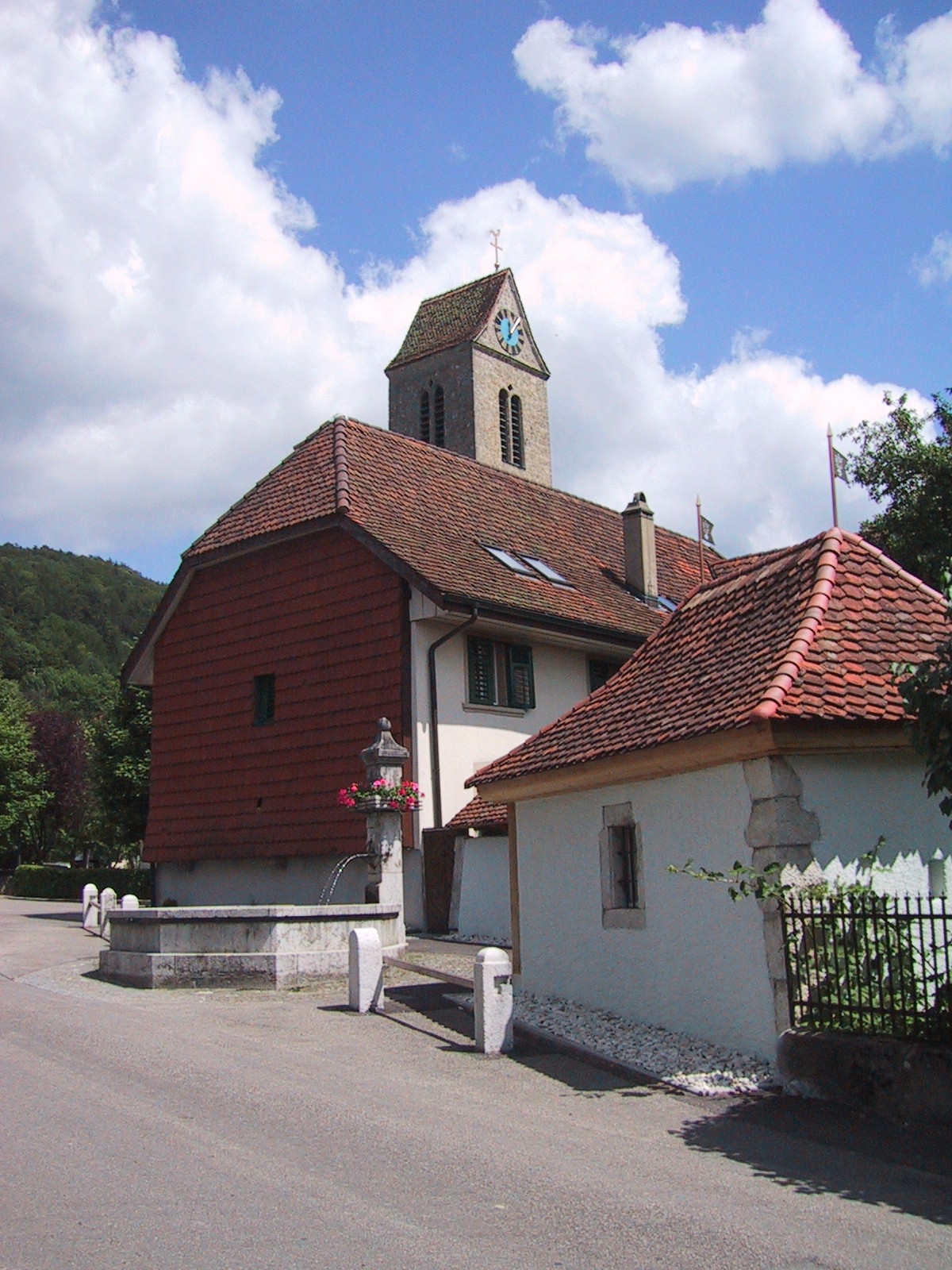
Oberbuchsiten
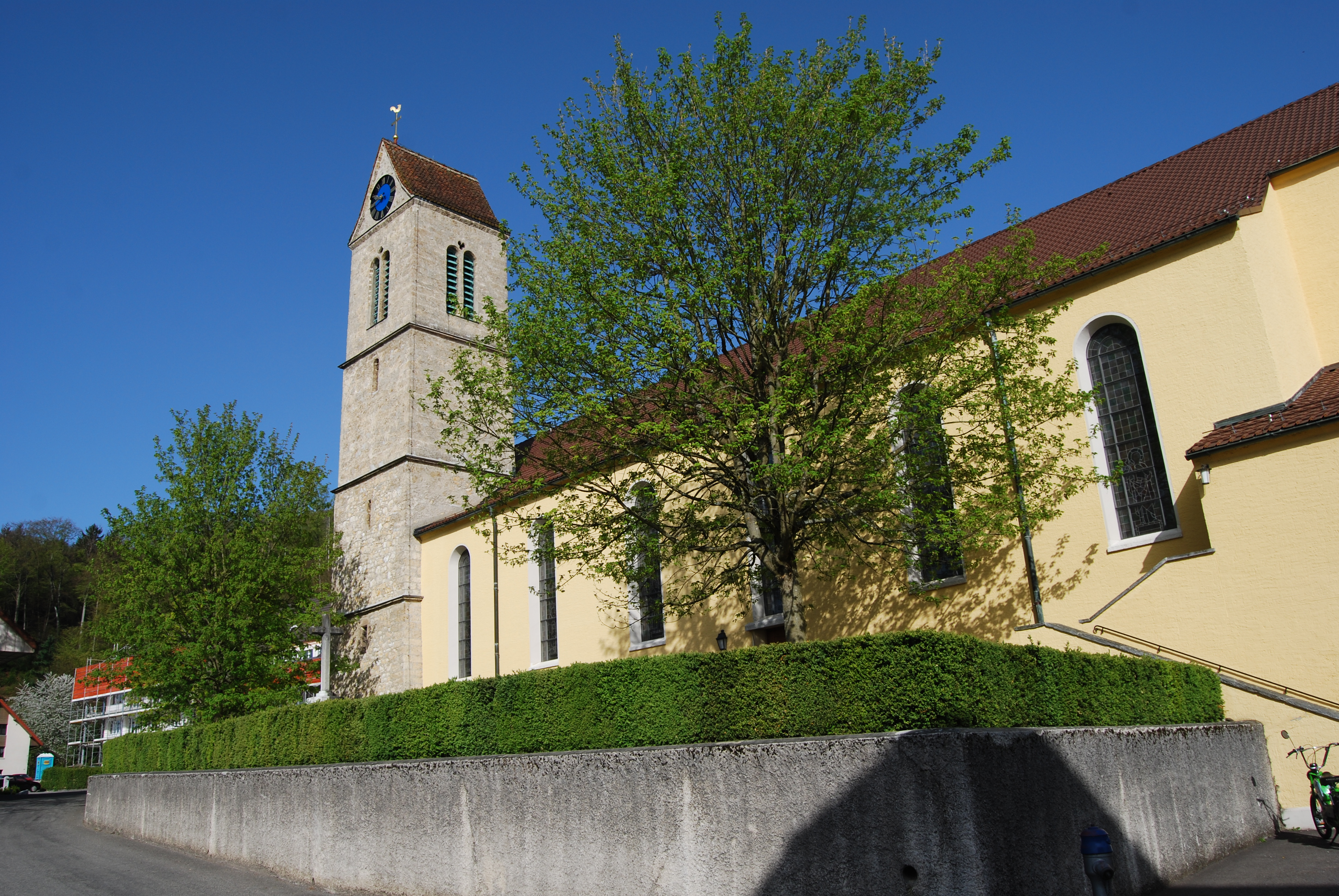
Kirche von Oberbuchsiten
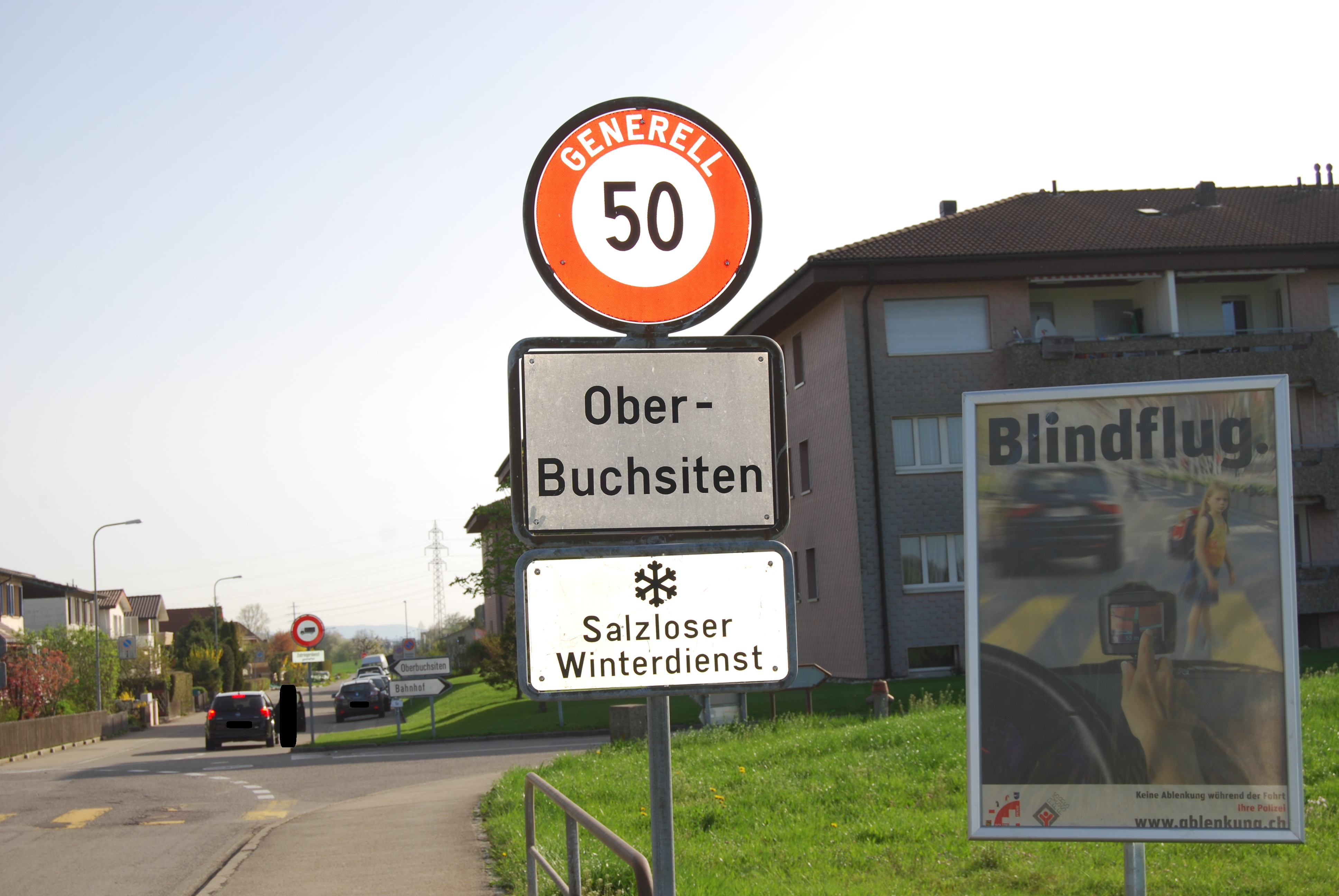
Dorfeingang von Oberbuchsiten
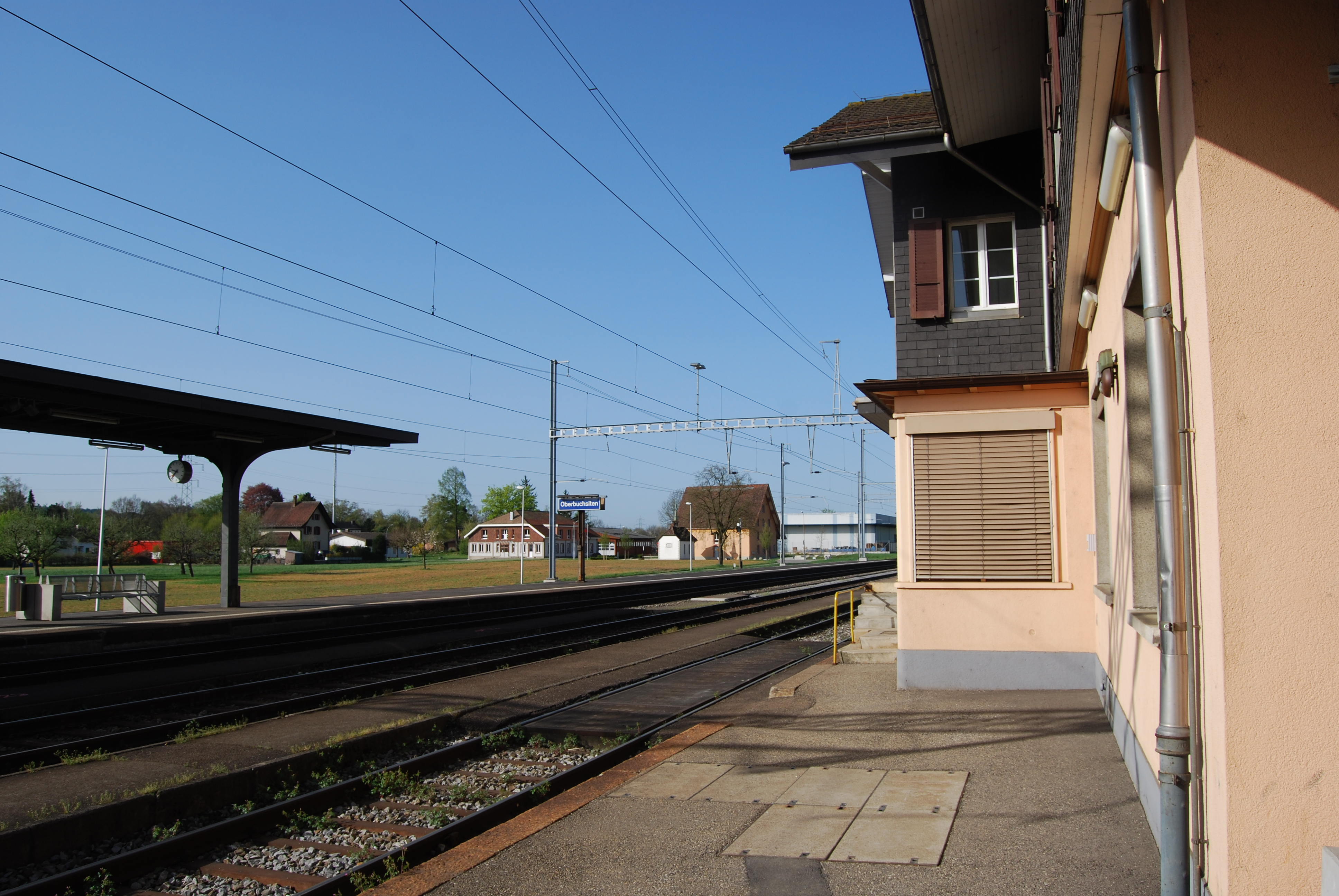
Bahnhof
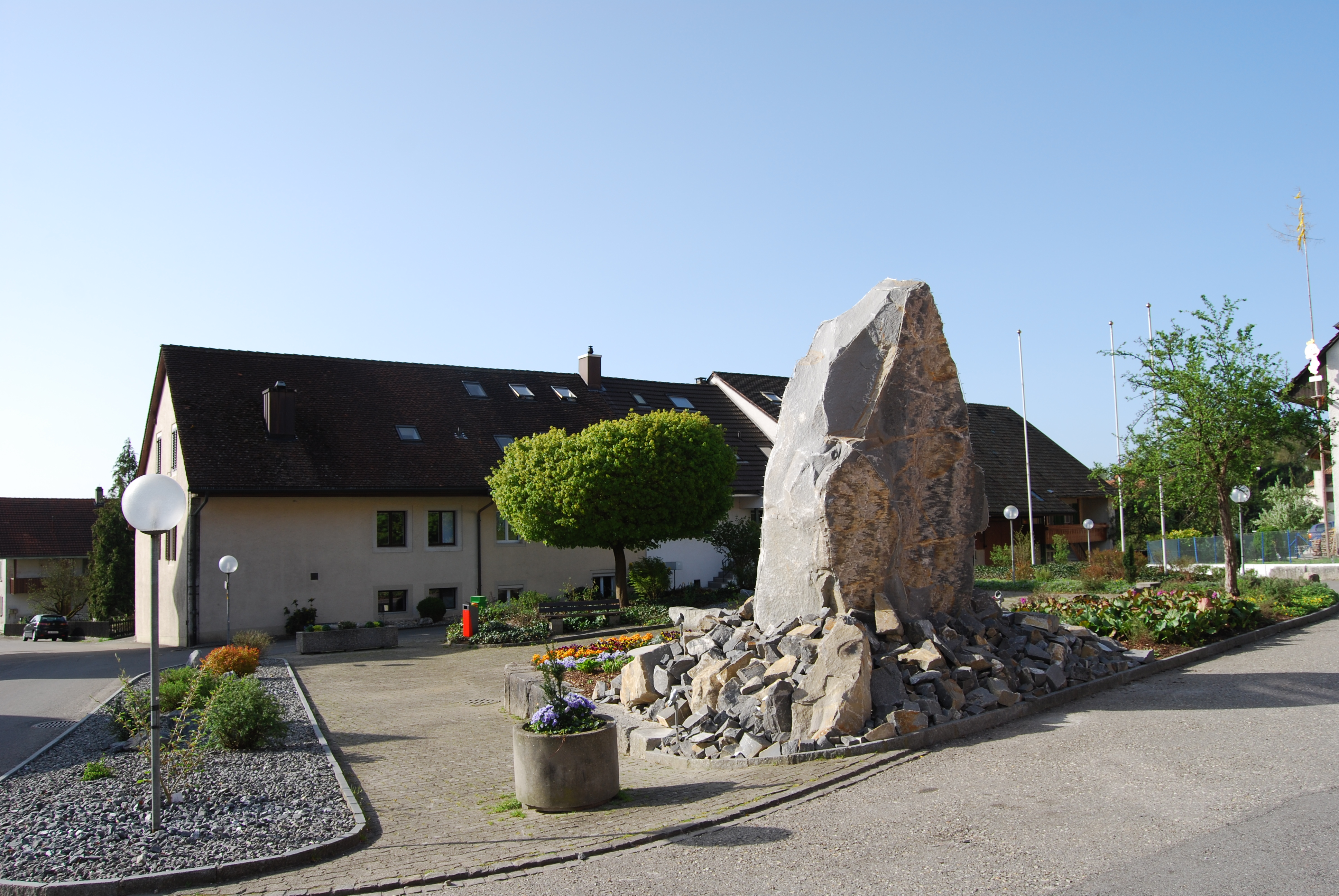
Kunstwerk im Dorfzentrum